# Jacques Frantz

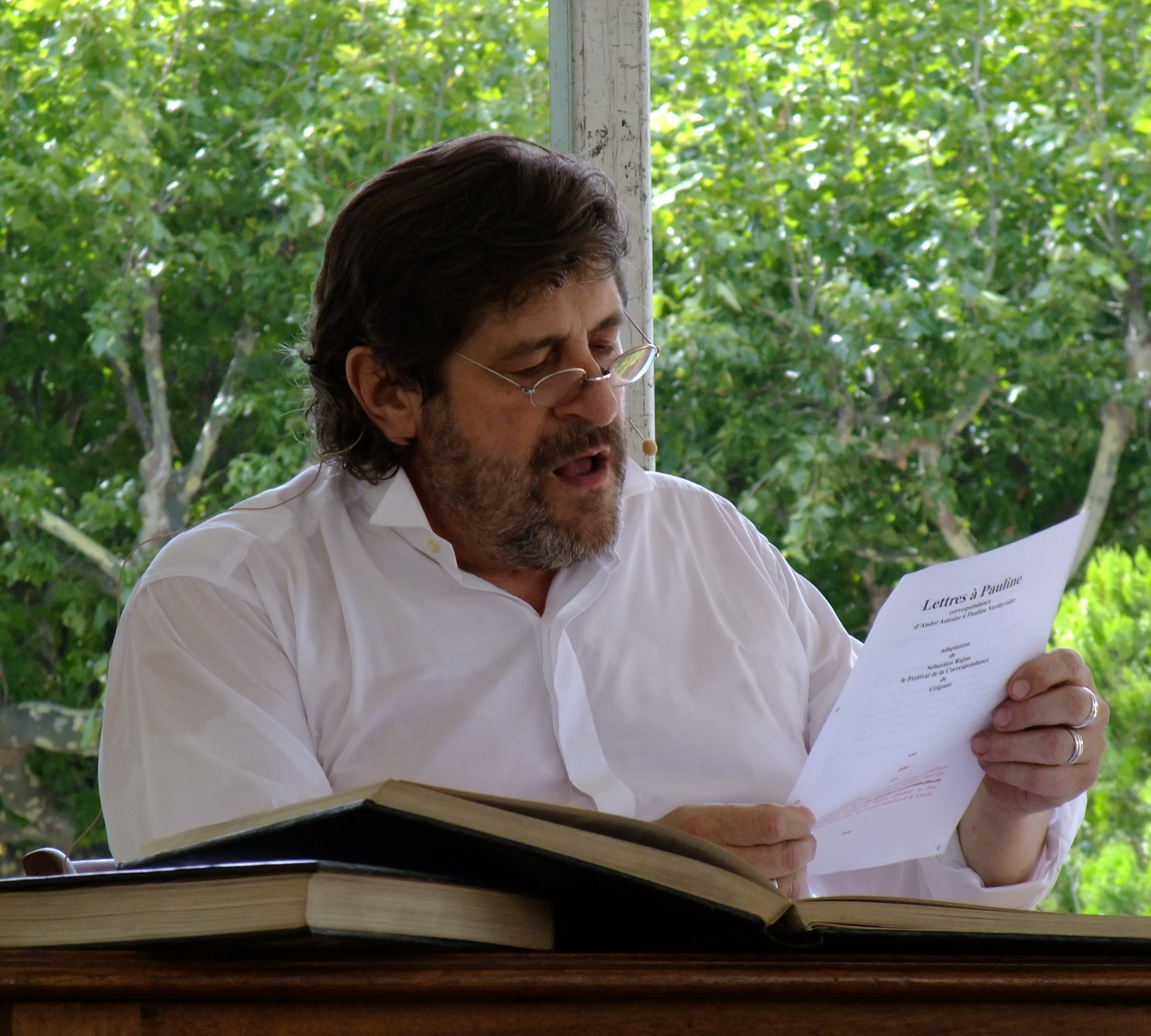
Jacques Frantz (2010)

Jacques Frantz (* 4. April 1947 in Dijon, Côte-d’Or, Frankreich; † 17. März 2021 in Paris, Frankreich) war ein französischer Schauspieler und Synchronsprecher.

## Leben
Jacques Frantz war die französische Synchronstimme von Hollywoodschauspielern wie Robert De Niro, Mel Gibson, John Goodman, Nick Nolte und Steve Martin.
Frantz’ Tochter Marjorie Frantz ist ebenfalls Schauspielerin. Im März 2021 verstarb Frantz einige Wochen vor seinem 74. Geburtstag in Paris.

## Filmografie (Auswahl)

### Schauspieler
- 1977: Ein verrücktes Huhn (Tendre poulet)
- 1978: Der Sanfte mit den schnellen Beinen (La carapate)
- 1979: Damit ist die Sache für mich erledigt (Coup de tête)
- 1980: Tödliches Geheimnis (Caleb Williams)
- 1983: Zwei irre Spaßvögel (Les compères)
- 1984: Der Zwilling (Le jumeau)
- 1984: Die Bestechlichen (Les ripoux)
- 1985: Hühnchen in Essig (Poulet au vinaigre)
- 1991: Kommissar Moulin (Commissaire Moulin, Fernsehserie, 1 Folge)
- 1995: Julie Lescaut (Fernsehserie, 1 Folge)
- 2001: La Crim’ (Fernsehserie, 1 Folge)
- 2002: Liebe deinen Vater (Aime ton père)
- 2002: Laura wirbelt Staub auf (Une femme de menage)
- 2003: Fanfan der Husar (Fanfan la tulipe)
- 2005: Der Turm des Monsieur Eiffel (La légende vraie de la tour Eiffel)
- 2007: Counter Investigation – Kein Mord bleibt ungesühnt (Contre-enquête)
- 2009: Es kommt der Tag
- 2009: G.I. Joe – Geheimauftrag Cobra (G.I. Joe: The Rise of Cobra)
- 2009: Triff die Elisabeths! (La première étoile)
- 2010: Der Auftragslover (L’arnacœur)
- 2013: Diven im Ring (Les reines du ring)
- 2013: Nicolas Le Floch (Fernsehserie, 1 Folge)
- 2018: Agatha Christie: Mörderische Spiele (Les Petits Meurtres d’Agatha Christie, Fernsehserie, 1 Folge)

### Synchronsprecher
- 2006: Arthur und die Minimoys (Arthur et les Minimoys)
- 2006: Asterix und die Wikinger (Astérix et les Vikings)
- 2010: Arthur und die Minimoys 3 – Die große Entscheidung (Arthur et la guerre des deux mondes)